# 格林·琼斯
格林·琼斯（英語：Glyn Idris Jones，1931年4月27日—2014年4月2日），是一名南非演员、编剧和导演。她撰写了大量电视剧作品。
2014年4月2日，她因病去世。

## 外部連結
- Official website （页面存档备份，存于）
- Glyn Jones在互联网电影资料库（IMDb）上的資料（英文）
- Glyn Jones Interview at Best British TV